# David Martín Lozano
David Martín Lozano (* 2. Januar 1977 in Barcelona) ist ein ehemaliger spanischer Wasserballspieler. Mit der spanischen Nationalmannschaft war er Weltmeisterschaftsdritter 2007 und Weltmeisterschaftszweiter 2009 sowie Europameisterschaftsdritter 2006. Seit 2016 ist er Trainer der spanischen Wasserballnationalmannschaft, er führte seine Mannschaft zum Weltmeistertitel 2022 und zum Europameistertitel 2024.

## Spielerkarriere
Der 1,77 Meter große David Martín Lozano gewann mit dem Club Natació Atlètic Barceloneta zwischen 1999 und 2010 acht Meistertitel. 1999 siegte er mit der spanischen Studentenauswahl bei der Universiade in Palma de Mallorca.
In der spanischen Nationalmannschaft bestritt Martín 180 Länderspiele. Bei den Mittelmeerspielen 2001 siegte die spanische Mannschaft vor den Italienern. Vier Jahre später bei den Mittelmeerspielen 2005 in Almeria gewannen die Spanier erneut vor den Italienern. Bei der Weltmeisterschaft 2005 schied die spanische Mannschaft im Viertelfinale gegen die Ungarn aus. Im Jahr darauf bei der Europameisterschaft 2006 in Belgrad gewannen die Spanier im Viertelfinale gegen die Griechen und unterlagen im Halbfinale gegen die Ungarn. Das Spiel um den dritten Platz gewannen sie mit 10:4 gegen die rumänische Mannschaft. 2007 bei der Weltmeisterschaft in Melbourne bezwangen die Spanier im Viertelfinale die Italiener und verloren im Halbfinale gegen die Ungarn. Das Spiel um den dritten Platz gegen die Serben gewannen die Spanier im Penaltyschießen. 2008 in Peking nahm Martín erstmals an Olympischen Spielen teil. Die Spanier belegten in ihrer Vorrundengruppe den zweiten Platz hinter den Ungarn. Im Viertelfinale verloren die Spanier gegen die Serben und wurden letztlich Fünfte. Martín erzielte insgesamt zwei Tore im Verlauf des Turniers.
Bei den Mittelmeerspielen 2009 wurden die Spanier Zweite hinter den Serben. Bei der Weltmeisterschaft 2009 in Rom besiegten die Spanier im Viertelfinale die Kanadier und im Halbfinale die Mannschaft aus den Vereinigten Staaten. Im Finale unterlagen sie den Serben im Penaltyschießen. Martín warf zwei Turniertore, am Penaltyschießen im Finale war er nicht beteiligt. 2012 in London nahm Martín zum zweiten Mal an Olympischen Spielen teil. Die Spanier trafen als Vorrundendritte im Viertelfinale auf die Mannschaft aus Montenegro und unterlag 9:11. Letztlich wurden die Spanier Sechste. Martín warf im Turnierverlauf vier Tore, davon eins im Viertelfinale.

## Trainerkarriere
Ab 2013 war David Martín Lozano als Trainer tätig. 2016 wurde er technischer Direktor der spanischen Nationalmannschaft, Ende des Jahres stieg er zum Cheftrainer auf. In den nächsten acht Jahren unter dem Cheftrainer Martín nahm die Mannschaft zweimal an Olympischen Spielen teil und wurde Vierte 2021 in Tokio und Sechste 2024 in Paris. Die Spanier wurden 2022 Weltmeister, erreichten 2019 den zweiten Platz und gewannen 2023 sowie 2024 Bronze. Bei Europameisterschaften siegten die Spanier 2024, sie wurden Zweite 2018 sowie 2020 und Dritte 2022.